# Pronombres en español
Los pronombres del español son los elementos deícticos que pueden referirse a una entidad que interviene en la predicación verbal en el idioma español. Desde el punto de vista gramatical los pronombres tienen una distribución similar a los nombres, excepto en el caso de los pronombres clíticos que preceden obligatoriamente a los verbos conjugados. Desde el punto de vista semántico no tienen referencia fija sino contextual. Los pronombres del español pueden clasificarse en:
- Pronombres personales
  - Tónicos o independientes (de casos nominativo-vocativo y preposicional).
  - Átonos o clíticos (de casos acusativo y dativo).
    - Reflexivos y recíprocos

  - Posesivos
- Pronombres no personales
  - Demostrativo
  - Interrogativos o exclamativos (enfáticos).
  - Indefinidos
  - Numerales
  - Partitivos (proformas)
- Pronombres relativos

## Pronombres personales
En español los pronombres personales pueden expresar persona, género, número y caso. Son las palabras usadas para referirnos a cualquiera de las tres personas gramaticales sin emplear un sustantivo. Se llaman pronombres porque de acuerdo con la concepción de gramática tradicional «sustituyen» o «equivalen» a un nombre o sintagma nominal, es decir, tienen los mismos referentes que los nombres. Cuando un pronombre designa a una entidad tiene mismo género y el mismo número que el nombre cuya referencia comparte:
Él canta
Donde él hace referencia a una persona (o animal o entidad animada), que se designa por un nombre de género masculino. La lista de pronombres personales del español difieren ligeramente en las diversas variantes de español, especialmente por lo que respecta al plural de la segunda persona que en la mayoría de variedades carece de forma específica:
| Pronombres personales tónicos | Pronombres personales tónicos        | Pronombres personales tónicos                 |
| PERSONA                       | NO PREPOSICIONAL                     | PREPOSICIONAL                                 |
| ----------------------------- | ------------------------------------ | --------------------------------------------- |
| 1.ª pers.                     | yo                                   | mí, conmigo                                   |
| 2.ª pers.                     | tú (tuteo), vos (voseo),             | ti, contigo vos (voseo)                       |
| 3.ª pers.                     | él, ella, ello, usted (ver nota)     | él, ella, ello, usted (ver nota), sí, consigo |
| 1.ª pers. pl.                 | nosotros, nosotras                   | nosotros, nosotras                            |
| 2.ª pers. pl.                 | vosotros, vosotras (España informal) | vosotros, vosotras (España informal)          |
| 3.ª pers. pl.                 | ellos, ellas, ustedes (ver nota)     | ellos, ellas, ustedes (ver nota), sí, consigo |

Nota: Aunque el pronombre usted se refiere siempre al interlocutor (2.ª persona), a efectos gramaticales funciona como un pronombre de 3.ª persona. El plural ustedes es formal en la mayor parte de España, mientras que en América es tanto formal como informal.

Los pronombres personales átonos son clíticos verbales que realizan funciones de objeto directo u objeto indirecto. Pueden ir antepuestos o pospuestos según la forma del verbo (el imperativo y el infinitivo requieren forma pospuesta):
| Pronombres personales átonos | Pronombres personales átonos | Pronombres personales átonos |
| Persona                      | Singular                     | Plural                       |
| ---------------------------- | ---------------------------- | ---------------------------- |
| 1.ª pers.                    | me                           | nos                          |
| 2.ª pers.                    | te                           | os (España informal)         |
| 3.ª pers.                    | lo, la, le, se               | los, las, les, se            |

Históricamente los pronombres clíticos de objeto directo del español (y algunos de indirecto le, les) derivan de demostrativos latinos, al igual que los adjetivos, de hecho no es un accidente que la forma de los artículos del español sea idéntica a la de los clíticos de objeto. De hecho la teoría del sintagma determinante no existe diferencia entre la, los, las artículos y pronombres, ya que ambos son el núcleo del un sintagma determinante "o elemento D":

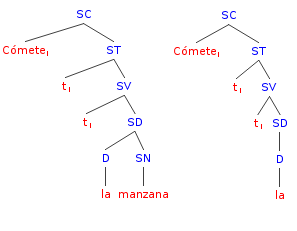
Comparación de las oraciones Cómete la manzana y Cómetela, de acuerdo con la hipótesis del sintagma determinante que postula que el morfema la es el mismo tipo de elemento en ambas oraciones.

### Pronombres reflexivos
Los «pronombres» reflexivos reflejan la acción verbal hacia el sujeto; es decir, el que realiza la acción verbal (sujeto) es el mismo el que la recibe (objeto). Técnicamente los reflexivos son anáforas, ya que a diferencia de los pronombres genuinos, requieren un antecedente en el dominio sintáctico local. Las formas de estos reflexivos son:
| Pronombres personales reflexivos | Pronombres personales reflexivos | Pronombres personales reflexivos |
| Persona                          | Singular                         | Plural                           |
| -------------------------------- | -------------------------------- | -------------------------------- |
| 1.ª pers.                        | me                               | nos                              |
| 2.ª pers.                        | te                               | os (no usado en América)         |
| 3.ª pers.                        | se                               | se                               |

Por ejemplo: «María se lava las manos», donde «se» hace referencia a María, que es también quien hace la acción.

### Pronombres recíprocos
Expresan la reciprocidad de la acción verbal hacia un sujeto plural o múltiple, o se produce a la vez entre dos o más individuos que la ejercen los unos sobre los otros. Las formas de estos pronombres son 3, y solo en plural (ya que el sujeto es siempre plural o múltiple por naturaleza):
- Nos, para la primera persona plural.
- Os, para la segunda persona plural. (no usado en América donde se usa se).
- Se, para la tercera persona, incluyendo usted y ustedes.

Por ejemplo: «Andrea y yo no nos hablamos», donde «nos» hace referencia a Andrea y a mí mismo.

### Pronombres posesivos
En la tradición gramatical del español, se distingue entre adjetivos posesivos y pronombres posesivos (aunque en otras lenguas solo existe un tipo de posesivo, referidos igualmente como pronombres posesivos). En español los posesivos se usan para denotar propiedad, cercanía o relación estrecha con una identidad y una persona gramatical. Tienen la misma forma que los adjetivos posesivos, de hecho, el pronombre posesivo se forma con un artículo más un adjetivo posesivo. Los pronombres posesivos expresan al igual que los pronombres personales género y número, pero son invariantes según caso gramatical. Las formas de estos pronombres son:
| Pronombres posesivos          | Pronombres posesivos      | Pronombres posesivos      | Pronombres posesivos      | Pronombres posesivos      | Pronombres posesivos      |
|                               | Singular                  | Singular                  | Singular                  | Plural                    | Plural                    |
| masculino                     | femenino                  | neutro                    | masculino                 | femenino                  |                           |
| UN POSEEDOR (o singular).     | UN POSEEDOR (o singular). | UN POSEEDOR (o singular). | UN POSEEDOR (o singular). | UN POSEEDOR (o singular). | UN POSEEDOR (o singular). |
| ----------------------------- | ------------------------- | ------------------------- | ------------------------- | ------------------------- | ------------------------- |
| 1.ª persona                   | el mío                    | la mía                    | lo mío                    | los míos                  | las mías                  |
| 2.ª persona                   | el tuyo                   | la tuya                   | lo tuyo                   | los tuyos                 | las tuyas                 |
| 3.ª persona                   | el suyo                   | la suya                   | lo suyo                   | los suyos                 | las suyas                 |
| VARIOS POSEEDORES (o plural). |                           |                           |                           |                           |                           |
| 1.ª persona                   | el nuestro                | la nuestra                | lo nuestro                | los nuestros              | las nuestras              |
| 2.ª persona                   | el vuestro                | la vuestra                | lo vuestro                | los vuestros              | las vuestras              |
| 3.ª persona                   | el suyo                   | la suya                   | lo suyo                   | los suyos                 | las suyas                 |

Por ejemplo: «El nuestro es mejor que el tuyo», donde «nuestro» y «tuyo» hacen referencia a objetos que pertenecen a nosotros y a tú (a vos en algunas regiones de América), respectivamente.
No se deben confundir, por tanto, con los adjetivos posesivos que, además de los anteriores (mío, tuyo, suyo, ...), también son aquellos que se usan sin anteponer un pronombre: mi, mis, tu, tus, su y sus.
Voso(s)/vosa(s) es un equivalente desusado de vuestro(s)/vuestra(s).

### Pronombres demostrativos
Los pronombres demostrativos sirven para denotar a un referente variable (persona, animal o cosa) según el grado de proximidad al hablante y el oyente. La manera de fijar la referencia de estos pronombres se realiza normalmente según la cercanía o distancia de lo referido o frecuentemente se identifica su referencia en función del antecedente referido previamente en el discurso.
Son fuertemente deícticos y sitúan su significado en el espacio y en el tiempo: «este» como más próximo en el espacio y el tiempo al que habla; «ese» como más lejano en el espacio y el tiempo al que habla, y «aquel» como más lejano en el espacio y el tiempo a ambos.
Hasta 2012, las reglas ortográficas prescribían el uso del acento diacrítico para diferenciar a los determinantes de los adjetivos demostrativos, con excepción de los pronombres de género neutro y solo cuando existiera ambigüedad; sin embargo, en la actualidad, se puede prescindir de la tilde en estas formas inclusive en los casos de ambigüedad.
Las formas de estos pronombres son:
| Pronombres demostrativos | Pronombres demostrativos | Pronombres demostrativos | Pronombres demostrativos | Pronombres demostrativos | Pronombres demostrativos |
|                          | SINGULAR                 | SINGULAR                 | SINGULAR                 | PLURAL                   | PLURAL                   |
| masculino                | femenino                 | neutro                   | masculino                | femenino                 |                          |
| ------------------------ | ------------------------ | ------------------------ | ------------------------ | ------------------------ | ------------------------ |
| Cercanía                 | este                     | esta                     | esto                     | estos                    | estas                    |
| Distancia media          | ese                      | esa                      | eso                      | esos                     | esas                     |
| Lejanía                  | aquel                    | aquella                  | aquello                  | aquellos                 | aquellas                 |

Por ejemplo: «este sabe mucho», donde «este» hace referencia a alguien (o su representación) que está próximo a quien habla.

## Pronombres relativos

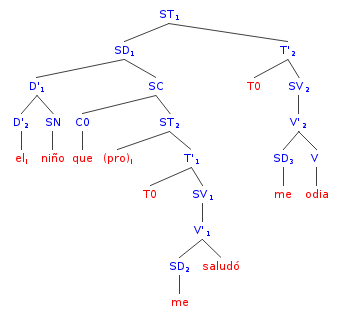
Árbol sintáctico, para una oración compuesta (el niño que me saludó me odia) en la que la oración subordinada es una oración de relativo, que sintácticamente es un sintagma complementante dependiente de niño.

Los pronombres relativos se refieren a un referente o antecedente ya conocido dentro de la oración (excepcionalmente, no aparece dentro de ella). Cuando el antecedente (sustantivo o sintagma nominal) aparece en la oración, se llama antecedente expreso. Si el antecedente al que se refiere el relativo no aparece de forma explícita, se le llama antecedente omitido.
Como sustituyen a un sustantivo o sintagma nominal, pueden cumplir las mismas funciones sintácticas que estos. Sintácticamente el pronombre relativo del español debe ocupar la posición de núcleo de un sintagma complementante, por lo que aparecerá delante de todos los elementos que formen la oración de relativo asociada a él.
Las formas de estos pronombres son:
- Que: puede ir acompañado de artículos o preposiciones. Por ejemplo:

 «El hombre que me habló era mi tío».
 «El chico del que me hablaste se fue».
- Cual, cuales: pueden ir acompañados de artículos o preposiciones. Por ejemplo:

 «Encontró una piedra en la cual había una inscripción».
 «El amigo del cual te hablé es ingeniero».
 «Las puertas por las cuales entramos, estaban rotas».
- Cuanto, cuantos. Por ejemplo:

 «Se negó a cuanto le dijeron».
 «Repartió juguetes a cuantos estaban allí».
- Donde: puede ir acompañado de algunas preposiciones. No es considerado como genuino pronombre relativo por algunos autores. Ejemplo:

 «El lugar a donde me dirijo está lejos».
- Quien, quienes: pueden ir acompañados por preposiciones. Por ejemplo:

 «Los primos de quienes te hablé, viven lejos».
 «El empleado a quien me dirigí, no me escuchó».
- Cuyo, cuyos: pueden ir acompañados por algunas preposiciones. Por ejemplo:

 «El niño a cuyos padres conozco no está».

## Pronombres numerales
Constituyen el núcleo de un sintagma nominal, e indican la cantidad exacta del sustantivo al que sustituyen. Por ejemplo:
Tengo un libro / Tengo uno
El camión cargó treinta sacos / El camión cargó treinta
Obsérvese que el numeral de las oraciones anteriores puede aparecer o no seguido de un nombre, la teoría del sintagma determinante postula que no existe diferencia entre determinantes numerales y pronombres numerales, y que el nombre que sigue es solo un complemento sintáctico de un sintagma determinante encabezado por el numeral. Esa teoría tiene la virtud de economizar la explicación y elimina una distinción innecesaria y que oscurece la relación entre el uso determinativo y el uso pronominal de un numeral.

### Pronombres numerales cardinales
Son pronombres no personales.
Tienen las mismas formas que los determinantes numerales. Indican la cantidad de un sustantivo, pero el sustantivo no aparece en la oración. Por ejemplo:
Me sirvió el triple de lo normal
Expresan cantidades exactas indicando número e incluyen «cero y ambos».

### Pronombres numerales ordinales u ordinarios
Al igual que los cardinales, tienen la misma forma que los determinantes numerales ordinales, y se utilizan para señalar el lugar que un objeto ocupa en una serie ordenada de objetos, animales o personas, pero sin nombrar en la oración a los objetos, animales o personas. Por ejemplo:
«Suban al quinto piso» --> «Suban al quinto»
«Llegué en séptimo lugar» --> «Llegué séptimo»

## Pronombres interrogativos y exclamativos
Son las palabras usadas para preguntar, de manera directa (¿?), o indirecta, o para exclamar (¡!). Ortográficamente se distinguen de los determinantes relativos en que llevan tilde, y fonéticamente porque son tónicos (salvo cuál/cual, que es tónico también como relativo). Usualmente estos pronombres ocupan la posición de núcleo del complementador o del especificador. Los pronombres interrogativos y exclamativos son:
- Qué: se usa para preguntar algo sobre las cosas. Cuando hay preposición, esta precede al pronombre interrogativo.

Por ejemplo:
¿Qué es eso?
¡Qué interesante!
¿Para qué quieres el vaso?
No me dijo qué quiere.
Obsérvese la diferencia de pronunciación y significado entre:
- No me dijo qué quiere. (No me dijo cuál es la cosa que quiere).
- No me dijo que quiere. (No me comunicó el hecho de que sí quiere [algo]).

- Quién(es): se usan para hacer una pregunta sobre personas. Cuando se usa preposición, esta precede al pronombre interrogativo.

Por ejemplo:
¿Quiénes llamaron?
¿Con quién vas a ir?
Me contó con quién va a ir
- Cuál(es): siempre piden una selección de una lista real o imaginaria.

Por ejemplo:
¿Cuál es tu número de teléfono?
¿Cuáles son sus comidas favoritas?
Quiero saber cuál es su nombre.
- Cuánto(s), cuánta(s): se usan para preguntar sobre una cantidad.

Por ejemplo:
¿Cuánto tiempo necesitas?
¡Cuánta gente en la calle!
¿Cuántos libros hay en la estantería?
También existen otro tipo de estos pronombres, los indefinidos. Estos últimos indican una pregunta en voz pasiva, mientras que los anteriores (definidos) los hacen en voz activa. Por ejemplo:
Le pregunté cómo se sentía.

## Pronombres indefinidos
Los pronombres indefinidos son aquellos que no tienen término definido, son los que expresan nociones de cantidad, identidad o de otro tipo de manera vaga o indeterminada. Sustituyen a una persona o cosa no concreta o cuya determinación no interesa a los interlocutores. Dado que sustituyen al sustantivo, funcionan como tal. Aunque también pueden funcionar como adjetivos.
Las formas que pueden tomar los pronombres indefinidos son varias y muy variadas, algunas de ellas son:
| Pronombres indefinidos | Pronombres indefinidos | Pronombres indefinidos | Pronombres indefinidos | Pronombres indefinidos |
| SINGULAR               | SINGULAR               | SINGULAR               | PLURAL                 | PLURAL                 |
| masculino              | femenino               | neutro                 | masculino              | femenino               |
| ---------------------- | ---------------------- | ---------------------- | ---------------------- | ---------------------- |
| uno                    | una                    | uno                    | unos                   | unas                   |
| alguno                 | alguna                 | algo                   | algunos                | algunas                |
| ninguno                | ninguna                | nada                   | ningunos               | ningunas               |
| poco                   | poca                   | poco                   | pocos                  | pocas                  |
| escaso                 | escasa                 | escaso                 | escasos                | escasas                |
| mucho                  | mucha                  | mucho                  | muchos                 | muchas                 |
| demasiado              | demasiada              | demasiado              | demasiados             | demasiadas             |
| todo                   | toda                   | todo                   | todos                  | todas                  |
| ___                    | ___                    | ___                    | varios                 | varias                 |
| otro                   | otra                   | otro                   | otros                  | otras                  |
| mismo                  | misma                  | mismo                  | mismos                 | mismas                 |
| tan, tanto             | tanta                  | tanto                  | tantos                 | tantas                 |
| alguien                | alguien                | alguien                | ___                    | ___                    |
| nadie                  | nadie                  | nadie                  | ___                    | ___                    |
| cualquiera             | cualquiera             | cualquiera             | cualesquiera           | cualesquiera           |
| quienquiera            | quienquiera            | quienquiera            | quienesquiera          | quienesquiera          |
| demás                  | demás                  | demás                  | demás                  | demás                  |

Por ejemplo:
Otro no lo hubiese hecho (= Otro X no lo hubiese hecho).
Cualquiera puede hacerlo (= Cualquier X puede hacerlo).
No queda ninguno (= No queda ningún X).
Agarra alguno (= Agarra algún X).

## Pronombres reflexivos usados con valor expresivo
Los pronombres reflexivos son de hecho elementos anafóricos que se utilizan sin ser necesario su uso, y sirven para enfatizar la acción. Por ejemplo: «Él solito se comió un pollo entero». Podría decirse «Él solito comió un pollo entero», pero la frase pierde fuerza y expresividad; por tanto se trata de un uso meramente enfático y en realidad no se trata de una clase de pronombres definida.

## Pronombres partitivos
Los pronombres partitivos existían en castellano medieval[cita requerida], siendo «ende, en  o ne» derivado del latín INDE e «y» del latín IBI. En español moderno han desaparecido, a diferencia de lo que sucede en otras lenguas románicas en que siguen usándose. Más exactamente los pronombres partitivos son proformas ya que no equivalen a un nombre o sintagma nominal sino a un sintagma preposicional. Estas proformas o «pronombres partitivos» cumplían varias funciones y sustituyen a modo pronombre y de adverbio, como sucede en el uso moderno de otras lenguas modernas como las formas del italiano ne y ci, las del francés en e y o las del catalán en/ne e hi. Algunos ejemplos arcaizantes en español moderno son:
Hemos hablado sobre economía, pero tú te ne has olvidado.
¿Cuántos panes quiere usted? en quiero dos, por favor.
Ya es muy tarde, nos en debemos ir.
En estos casos, la partícula «en/ne» funciona como pronombre átono, teniendo significados equivalentes a «de allí, de él, de ella, de ellos; de esta, de esa cosa, de estas, de esas cosas, de ello».